# 肌肉收缩
肌肉伸缩（英語：Muscle contraction）是通过肌动蛋白和肌球蛋白共同完成的。当突触发生动作电位的时候，钙离子就会进入肌肉，肌肉通过三磷酸腺苷（ATP）产生能量从而扭曲肌肉纤维，因此导致肌球蛋白的进入。